# 田島葉子
田島 葉子（たじま ようこ、1979年3月28日 - ）は、日本のフリーアナウンサー。現姓は新井。

## 来歴
埼玉県桶川市出身。淑徳与野高等学校を卒業後、成蹊大学文学部英米文学科に進学する。在学時は、東京アナウンスセミナーに在校し、アナウンスセミナーを受講した。フリーアナウンサーの高島彩と大学の同級生である。2001年（平成13年）3月の大学卒業後にテレビ金沢に入社した。
2003年に日本テレビで放送された『春は女子アナ!ニュースの女王決定戦』では、昆虫館での泣きながらの必死のリポートを、井筒和幸に評価され、ベストキャスター賞を受賞した。
また、テレビ金沢　社長即賞も受賞した。
2005年に退社し、フリーアナウンサーとして、活動の拠点を東京に移し、テレビ埼玉の浦和レッズ応援番組『REDS TV GGR』『REDS NAVI』のMCやJリーグ中継ピッチリポート、『ごごたま』のスポーツコーナーなどを担当した。
テレビ東京『朝はビタミン!』では情報リポーター、テレビ朝日『サンデースクランブル』では、総理大臣や政治家へのインタビューなど、政治リポーターを担当した。テレビ神奈川・千葉テレビなど、関東U局の番組にも出演経験がある。
身長161cm。血液型A型。
私生活では、2008年2月にプロサッカー選手の新井健二と結婚し、同年12月にハワイと東京で挙式をした。
結婚後は、シンガポールで5年、インドのゴアで半年ほど過ごした。
2011年4月、第一子となる女児を出産した。2014年5月、第二子となる女児を出産した。
日常英会話が可能なほか、
・日本語検定　１級　　・サービス接遇実務検定　準１級　　　・マネーマネジメント　１級　
・漢字検定準１級　　・英語検定２級　　・秘書検定２級　　・ファイナンシャル技能士２級
などの資格を取得した。
現在はMC以外に、子供たちのレッスンや数多くの企業研修、エグゼクティブレッスンなど、スピーチトレーナーとしても活動している。
また、2023年4月からショップチャンネルに出演している。

## 出演番組

### 過去
テレビ金沢時代
- じゃんけんサタデー メインキャスター
- ２時間ワイド　じゃんけんぽん　リポーター
- じゃんナビ　メインMC
- 石川県広報番組　石川まるごと探検隊　MC
- 北國新聞　定時ニュース
- ニュースの女王決定戦（2005年） - 同番組でベストキャスター賞を受賞した

フリー転向後
- さきどり!Navi（日本テレビ）生中継リポーター
- ニッポン放送・Jリーグ中継ピッチリポーター
- 朝はビタミン!（テレビ東京）リポーター
- サンデースクランブル（テレビ朝日）リポーターほか